# Patrik Linhart
Patrik Linhart (ur. 15 maja 1985) – czeski żużlowiec.

## Życiorys
W 2005 r. zajął 5. miejsce w indywidualnych mistrzostwach Czech juniorów, 15. miejsce w indywidualnych mistrzostwach Czech. Zdobywca mistrzostwa Czech par (wraz z Pawłem Staszekiem). 
W sezonie 2006 startował w lidze polskiej w barwach klubu GTŻ Grudziądz, natomiast w 2007 r. – jako zawodnik Orła Łódź.